# 同程度連続
同程度連続（どうていど れんぞく、英: equicontinuous）は、解析学の用語の一つであり、関数の列の性質を表す。おおまかには、以下の条件を満たす関数列 (fn) が同程度連続であると言われる。
- 全ての関数 fn が連続である
- 全ての fn について、ある領域 I における変動の度合が一定以下（詳細は後述）

さらに一般には、関数の（列に限らない）任意の集合に対し同程度連続性（英: equicontinuity）を定義できる。
同程度連続性と連続性の違いとしては、次の点が重要である。
連続関数の列がある関数に各点収束するとき、その極限の関数は必ずしも連続ではない。
例として、fn(x) = Arctan nx で与えられる連続関数の列 (fn) は、不連続な関数である符号関数の π/2 倍に収束する。しかし、関数列が同程度連続ならばこのようなことは起こらず、極限関数も連続となる。

## 定義
(fn) を、実数全体の集合 R の部分集合 X 上で定義された実数値関数 fn : X → R の列とする（より一般の関数に関する定義は後述）。
この列 (fn) が同程度連続であることの定義は、任意の ε > 0 と x ∈ X に対し、適切な δ > 0 を選べば、任意の自然数 n と |x - x′| < δ なる任意の x'  ∈ X に対し、|fn(x) - fn(x′)| < ε が成立することである。
さらに、関数列 (fn) が一様に同程度連続であることの定義は、任意の ε > 0 に対し、適切な δ > 0 を選べば、任意の自然数 n と |x - x′| < δ なる任意の x, x′ ∈ X に対し、|fn(x) - fn(x′)| < ε が成立することである。
参考までに、列 (fn) の全ての関数が連続であることの定義を記すと、任意の自然数 n, ε > 0 と x ∈ X に対し、適切な δ > 0 を選べば、|x - x′| < δ なる任意の x′ ∈ X に対し、|fn(x) - fn(x′)| < ε が成立することである。
この3つの定義の相違を以下にまとめる。連続性においては、δ は ε, n, x の全てに依存して選んでよい。しかし、同程度連続性においては、δ は n に依存してはならず、一様な同程度連続性においては、δ は n と x のどちらにも依存せずに選べなくてはならない。

## 性質
冒頭で述べたように、同程度連続な関数列が各点収束するとき、その極限関数は連続である。以下しばらく、関数は全て R の部分集合 X から R への関数とする。
定理1：関数列 (fn) が同程度連続であるとする。ある関数 f が、任意の x ∈ X に対し fn(x) → f(x) (n → ∞) を満たすとき、f は連続である。
定理1の仮定は幾分弱めることができる。関数列が稠密な部分集合上で各点収束すれば十分である。
定理2：関数列 (fn) が同程度連続であるとする。また、D は X の稠密な部分集合であるとする。x ∈ D に対し fn(x) が収束するならば、fn(x) は（D の元に限らない）任意の x ∈ X に対して収束し、極限関数は連続である。
fn の定義域 X が閉区間 [0, 1] の場合はもう少し強い結果が従う。まず、同程度連続性と一様な同程度連続性は一致する。
定理3：閉区間 [0, 1] 上の実数値関数の列 (fn) が同程度連続ならば、その列は一様に同程度連続でもある。
そして、同程度連続で各点収束するならば一様収束であることが従う。
定理4：閉区間 [0, 1] 上の実数値関数の列 (fn) が同程度連続であり、さらに各点 x ∈ [0, 1] に対し fn(x) → f(x) とする。このとき、fn(x) の f(x) への収束は [0, 1] 上一様収束である。
次の定理は、ボルツァーノ＝ワイエルシュトラスの定理の関数列における類似である。
アスコリ＝アルツェラの定理：(fn) を閉区間 [0, 1] 上の実数値関数の一様有界な列とする。このとき、一様収束するような (fn) の部分列が存在する。ここで「一様有界」とは、ある定数 C が存在して任意の x と n に対して |fn(x)| < C となることをいう。
より一般には、コンパクト空間 K 上の複素数値関数の列 (fn) が同程度連続でかつ各点毎に有界ならば、(fn) は K において一様有界で、さらに一様収束する部分列を持つ。
定理5：K をコンパクトな距離空間とし、S を K 上の複素数値関数の集合とする。このとき一様ノルム (en:Uniform norm) に関して S がコンパクトであることと、S が（一様）閉集合かつ各点毎に有界かつ同程度連続であることは同値である。
この結果はハイネ・ボレルの被覆定理の類似である。ハイネ・ボレルの被覆定理とは、Rn の部分集合がコンパクトであることと、それが有界閉集合であることは同値であることを主張する定理であった。

## 一般化
同程度連続性の定義は、任意の距離空間の間の写像へ一般化できる。(fn) を X から Y への写像の列とする。この列が同程度連続であるとは、任意の ε > 0 と任意の x ∈ X に対し、適切な δ > 0 を選べば、任意の n と dX(x, x′) < δ なる任意の x′ に対し、dY(fn(x), fn(x′)) < ε となることをいう。ここに、dX と dY は、それぞれ距離空間 X と Y の距離関数である。一様な同程度連続性も同様に定義できる。この定義に対しても定理1は成り立つが、定理2は Y が完備である場合のみに成り立つ。